# Lepa Brena
Fahreta Živojinović (Alfabetul chirilic: Фахрета Живојиновић; n. 20 octombrie 1960, Tuzla, Bosnia și Herțegovina, Iugoslavia) sau unanim cunoscută drept Lepa Brena (Alfabetul chirilic: Лепа Брена) („Frumoasa Brena”, nume de scenă dat de omul de televiziune iugoslav Milovan Ilić) este una dintre cele mai cunoscute și de succes voci din Iugoslavia anilor '80. Deși născută și crescută ca musulman-bosniacă, Brena se declară a fi „iugoslavă”.

## Cariera
Lepa Brena a vândut treizeci de milioane de albume în lumea întreagă, ceea ce o face cea mai bine-vândută solistă din istoria Balcanilor.
Împreună cu orchestra sa, Slatki greh ("Dulcele păcat"), au fost printre primii care au combinat muzica populară iugoslavă tradițională cu cea modernă, pop. Unele dintre cele mai populare piese sunt „Čačak, Čačak” (1981), „Mile voli disko” (1982), „Okrećeš mi leđa” (1986), „Sanjam” (1987), „Čik pogodi” (1990), „Dva dana” (1994), „Izdajice” (1995),  „Ti si moj greh” (1996), „Ti me podsećaš na sreću“ (2000), „Uđi slobodno...“ (2008), „Pazi kome zavidiš“ (2008) dar și multe, multe altele.
Datorită succesului avut a fost numită „Madonna Balcanilor”.
A concertat pretutindeni în lume. În vara anului 1984 a susținut un concert și la Timișoara în fața a peste 65.000 de spectatori pe Stadionul Dan Păltinișanu, spectacol care a născut legende (a fost ridicată pe un suport hidraulic, a stârnit isteria timișorenilor care au împânzit mai apoi orașul cu mesaje de protest împotriva cuplului Ceaușescu etc.)
Este, în prezent, proprietara companiei muzicale Grand Production.

## Viața personală
Lepa Brena a locuit la Novi Sad, Serbia, la începutul carierei. În 1990 s-a mutat în capitala Belgrad, iar în 1991 s-a căsătorit cu jucătorul de tenis și omul de afaceri Slobodan Živojinović . Brena și Boba au o casă în Coconut Creek, Pompano Beach, Florida, unde au locuit o vreme în timpul bombardamentelor NATO asupra Iugoslaviei - ceea ce a dus la o scădere semnificativă în simpatia generală a sârbilor. Are, de asemenea, o vilă la Monte Carlo și un apartament luxos pe Fisher Island, în Florida.
Lepa Brena are milioane de fani în întreaga lume.
Actualmente locuiește în Belgrad, împreună cu soțul său și cei doi băieți ai lor, Stefan și Viktor. 
Brena vorbește și cântă în dialectul ecavian al limbii sârbo-croate . Ea însăși declară că este o "yugo-nostalgică" și că adoră totul referitor la fosta Iugoslavie.

## Discografie
| Nr. Crt. | Album              | An   | Traducere           |
| -------- | ------------------ | ---- | ------------------- |
| 1.       | Okrećeš mi leđa    | 1986 | Îmi întorci spatele |
| 2.       | Četiri godine      | 1989 | Patru ani           |
| 3.       | Ja nemam drugi dom | 1994 | Eu nu am altă casă  |
| 4.       | Luda za tobom      | 1996 | Nebună după tine    |

## Concerte în România
Primul concert susținut de Lepa Brena în România a avut loc pe data de 10 august 1984, pe Stadionul 1 Mai (actualul Stadion Dan Păltinișanu) din Timișoara, în fața unui public de peste 65.000 de spectatori. Atunci, Lepa Brena a făcut senzație cântând melodia "Zivela Jugoslavia" (Trăiască Iugoslavia), ridicată fiind de un braț hidraulic folosit la schimbarea becurilor de pe stâlpii de iluminat. A fost cel mai mare concert din România comunistă.

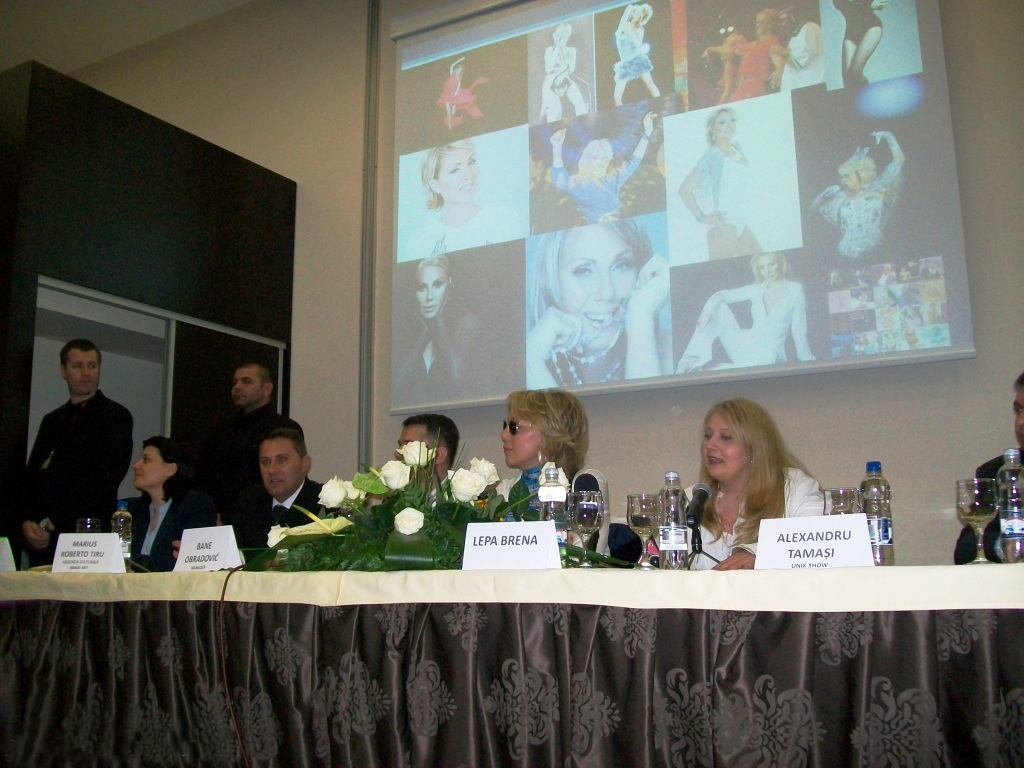
Lepa Brena în cadrul conferinței de presă de la Timișoara

La sfârșitul anului 2011 în mass-media locală din Banat s-a scris de posibilitatea ca Lepa Brena să susțină un nou concert la Timișoara. La începutul anului 2012, au început tratativele, ca mai apoi, la finalul lunii Februarie să fie anunțat oficial concertul Lepei Brena. Acesta va avea loc pe data de 15 iunie, pe Stadionul Dan Păltinișanu, locul unde, cu 28 de ani în urmă, Brena cânta în fața a peste 65.000 de spectatori. Biletele pentru concertul din 15 iunie 2012 s-au pus în vânzare începând cu data de 8 martie. Concertul din 2012 de la Timișoara face parte din turneul de promovare a noului album al Lepei Brena, "Začarani krug", lansat în 2011.
Pe data de 27 martie 2012, Lepa Brena a sosit din nou la Timișoara, după 28 de ani. Aceasta a fost prezentă la o conferință de presă susținută la Hotel Timișoara. Discuțiile s-au purtat având ca subiect central concertul pe care artista urma să îl susțină în luna iunie la Timișoara, dar care a fost amânat pentru o dată neprecizată.
Lepa Brena a revenit pentru un concert în România după 30 de ani de la concertul din 1984. La 29 iunie 2014 artista a susținut un concert la Reșița, în cadrul Zilelor orașului de pe Bârzava. În data de 5 aprilie 2019, Lepa Brena a susținut un concert la Timișoara, în clubul Heaven. 
Lepa Brena a concertat din nou în România, în data de 17 iulie 2022 atunci când a fost invitată la Berzasca, în cadrul Balkan Festival. Artista a urcat pe scenă începând cu ora 22:45 și a concertat timp de două ore în fața câtorva mii de persoane. Artista și-a făcut apariția la concert sosind pe Dunăre cu un yacht. La finalul concertului, administrația locală a pregătit un foc de artificii ce a fost lansat de pe Dunăre. Printre piesele cântate s-au numărat atât melodii lansate în ultimii ani cât și melodiile care au făcut-o cunoscută în Peninsula Balcanică. 

## Filmografie
| Nr. Crt. | Film                   | Anul apariției | Traducere                  |
| -------- | ---------------------- | -------------- | -------------------------- |
| 1.       | Tesna koža             | 1982           | Piele strâmtă              |
| 2.       | Kamiondzije (Serii TV) | 1983           | Camionagiii                |
| 3.       | Kamiondžije opet voze  | 1984           | Camionagiii conduc din nou |
| 4.       | Nema problema          | 1984           | Fără probleme              |
| 5.       | Hajde da se volimo     | 1987           | Hai să ne iubim            |
| 6.       | Hajde da se volimo 2   | 1989           | Hai să ne iubim            |
| 7.       | Hajde da se volimo 3   | 1990           | Hai să ne iubim            |
| 8.       | Hajde da se volimo 4   | În curând      | Hai să ne iubim            |